# Modasa (entreprise)
MODASA - MOtores Diesel Andinos S.A., est une entreprise industrielle péruvienne fondée en 1974 à Lima. Aujourd'hui spécialisée dans la construction de carrosseries d'autobus et autocars, elle fabrique également des groupes électrogènes et des pompes à eau de fort débit. C’est l’une des plus importantes entreprises du Pérou du secteur automobile. 

## Histoire
La société a été créée le 10 septembre 1974 à la suite d'un appel d'offres international lancé par le gouvernement péruvien, une coentreprise entre l'État du Pérou dénommée Motores Diesel Andinos S.A. - MODASA, et les sociétés suédoises AB Volvo et anglaise Perkins Engines Limited.
Ce n'est que le 10 novembre 1977 que le nouveau constructeur démarre son activité dans la nouvelle usine de 100.000 m² construite à cet effet à Trujillo. L'activité principale de l'usine consistait à fabriquer de moteurs diesel pour équiper les camions Dodge et Volvo montés localement, sous licence de motoristes étrangers.
À partir de 1990, MODASA se lance dans la fabrication de groupes électrogènes et de pompes à eau. Cette nouvelle activité va permettre à l'entreprise de passer sans trop d'encombres la grave crise économique qu'a traversé tous les pays d'Amérique du Sud à cette époque.
En 1998, à la suite d'une décision stratégique, MODASA quitte l'usine de Trujillo et transfère ses ateliers à Lima. L'entreprise arrête la fabrication de moteurs et commence l'assemblage de châssis de véhicules industriels et la maintenance de véhicules utilitaires. La nouvelle usine comporte une surface utile de 30.000 m² et est implantée à Ate, tout près de Lima.
En 2000, l'entreprise commence la production de carrosseries pour les châssis  Modasa. Elle monte également ses carrosseries sur des châssis d'autres constructeurs comme Agrale, Volkswagen, Scania ou Volvo. L'entreprise devient rapidement le plus important constructeur de carrosseries du pays. 
En 2008, Modasa obtient la certification ISO 9001.2008 et lance la construction d'une nouvelle usine à Lurín pour la fabrication des autobus et des groupes électrogènes. 
En 2010, la société remporte le marché de fourniture de 450 autobus pour « Metropolitan Lima ». Elle s'aventure sur de nouveaux marchés à l'exportation comme le Chili, l'Équateur et la Colombie. Elle devient également l’un des principaux fournisseurs de générateurs d'énergie du pays.
En 2013, la société signe un partenariat stratégique avec le motoriste italien Fiat Powertrain qui va fournir les moteurs Tector 60 CNG pour sa gamme d'autobus urbains.

## Autobus

### Autobus urbains
3 modèles sont au catalogue 2019 :
- Hermes -
- Titan
- Apolo

### Autobus de ligne
- Zeus 3 - autocar de grand luxe de 14,0 mètres, à 3 essieux et 2 étages, pouvant accueillir jusqu'à 76 passagers, avec toilettes et coin nuit pour le chauffeur.
- Zeus 400 - autocar de luxe à 2 étages.
- Zeus 360 - autocar GT et de ligne de 12,7 mètres pouvant accueillir 53 passagers.
- Apolo 9 - autocar de taille midi 8,8 et 9,6 mètres pouvant accueillir de 29 à 33 passagers.

## Groupes électrogènes
Modasa est le principal constructeur de groupes électrogènes du Pérou. Ses groupes sont équipés de moteurs diesel et gaz des principaux motoristes mondiaux comme Perkins, Fiat Powertrain Industrial, Doosan, Mitsubishi et Cummins. Les groupes électrogènes Modasa couvrent la plage de puissance allant de 8 à 2.000 kVA.